# Michael Bergmann (filósofo)
Michael Bergmann é um filósofo analítico americano que ensina no departamento de filosofia da Universidade de Purdue. Os seus principais interesses são a epistemologia e a filosofia da religião. Na epistemologia, ele escreve principalmente sobre o externalismo e, na filosofia da religião, ele escreve sobre a epistemologia das crenças religiosas e sobre o problema do mal.

## Trabalho filosófico
Em seus primeiros trabalhos, Bergmann escreveu sobre o argumento evolucionista contra o naturalismo de Alvin Plantinga. Ele levantou objeções inspiradas pela epistemologia de Thomas Reid. Na filosofia da religião, Bergmann, juntamente com outros filósofos, desenvolveu o teísmo cético, uma posição que aborda o argumento evidencial do mal formulado por William L. Rowe. Com Michael Rea e Michael Murray, ele editou o livro  Divine Evil?  "O caráter moral do Deus de Abraão"(Oxford University Press, 2010).

## Livros
- Justification without Awareness: A Defense of Epistemic Externalism, Oxford University Press, 2006.